# Brugse Vechter

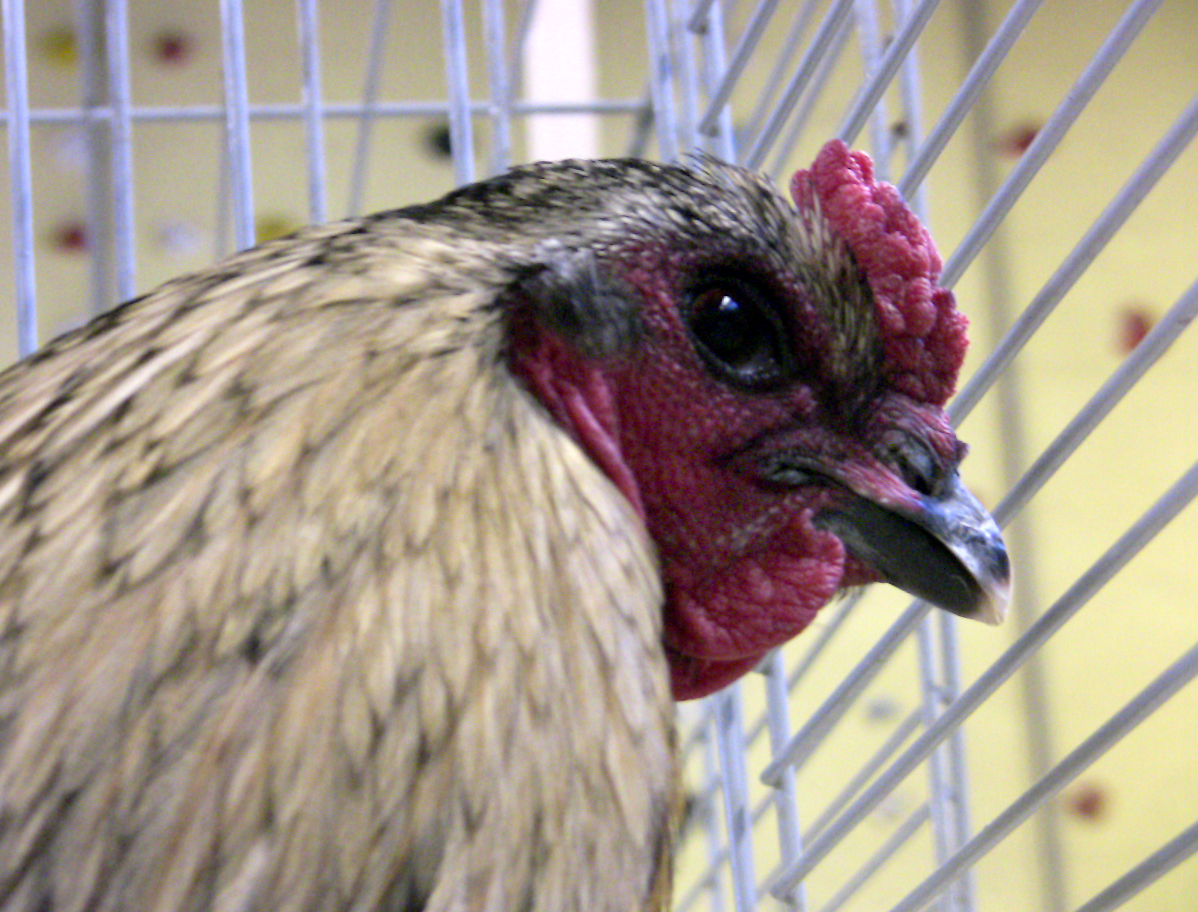
Đầu gà trống

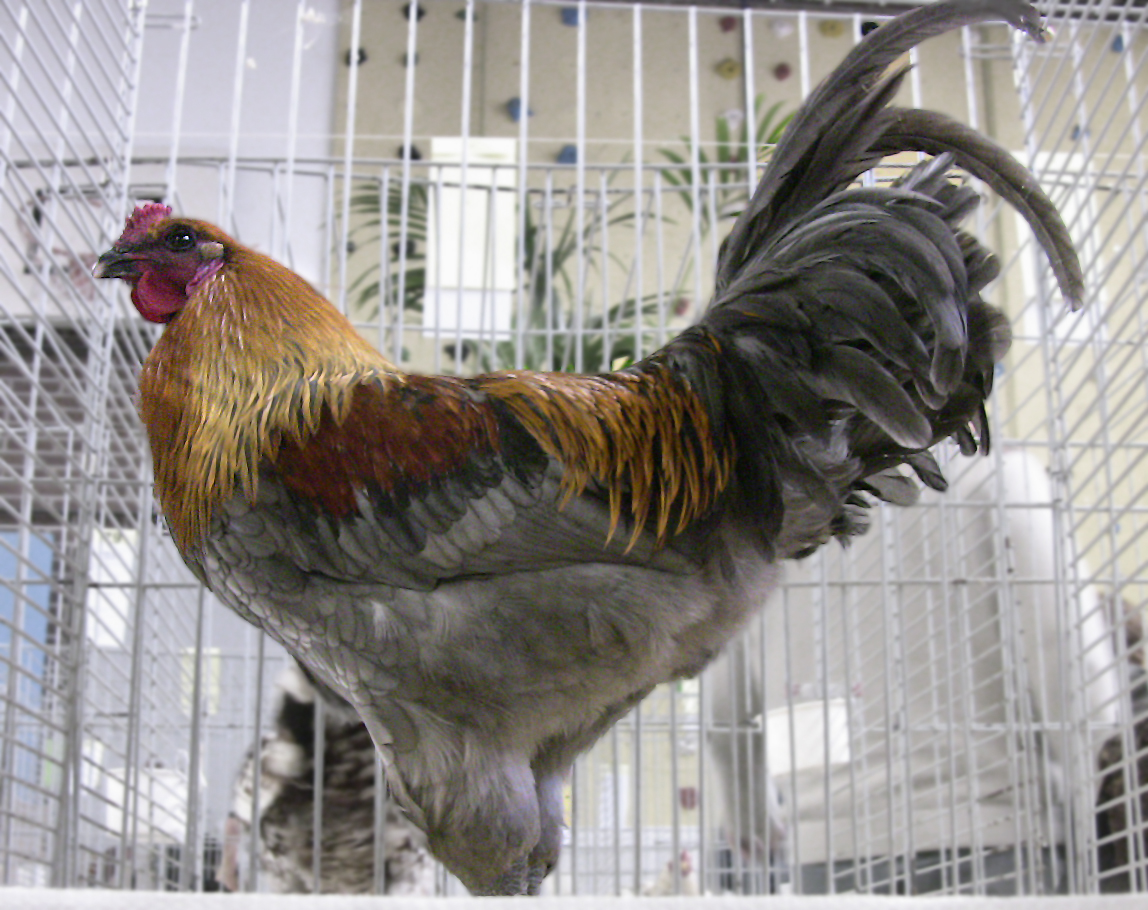
Gà màu xanh-đỏ

Brugse Vechter, (tiếng Pháp: Combattant de Bruges), là một giống gà chọi của Bỉ đang có nguy cơ bị tuyệt chủng. Nó có niên đại từ cuối thế kỷ XIX, và được lai tạo đặc biệt để chọi gà. Tên của giống gà này được đặt theo tên của khu vực khởi nguồn của nó, xung quanh thành phố Bruges ở tây Flanders, ở phía đông bắc nước Bỉ. Đây là một trong ba giống gà chọi của Bỉ, những giống gà chọi khác là Luikse Vechter và Tiense Vechter.
Nó là một giống gà khỏe mạnh, và thường hung dữ; những con gà nuôi dành để triển lãm có thể thể hiện ít tính hung hăng hơn.

## Lịch sử
Brugse là giống gà chọi lâu đời nhất trong số ba giống gà chọi của Bỉ, có nguồn gốc ở miền tây Flanders trong những năm đầu của thế kỷ XIX. Giống gà này trước đây đã phổ biến khắp nước Bỉ.:47

## Đặc điểm
Gà Brugse Vechter là một giống gà lớn và mạnh mẽ. Khác biệt của giống này so với gà Luikse Vechter là nó có một đường sống lưng dốc lên trên. Chân dày và chắc, và có màu xanh lam. Mào nhỏ và có 3 lớp Có 17 màu sắc được công nhận đã có trên giống gà Brugse Vechter.

## Sử dụng
Giống gà Brugse Vechter được lai tạo để sản xuất gà chọi. Do luật pháp ở Bỉ cấm chọi gà, các người chơi môn thể thao này thường đi đến miền bắc nước Pháp để chọi với nhau. Một số chủng gà này được nuôi chỉ để triển lãm tại các chương trình trình diễn gia cầm.